# Joe Don Baker
Joe Don Baker (12. února 1936, Groesbeck, Texas, USA – 7. května 2025, Los Angeles, Kalifornie) byl americký herec, známý svými rolemi „drsňáků“ na obou stranách zákona. Prosadil se jako akční hvězda vedlejšími rolemi ve westernech Pistole sedmi statečných (1969) a Divocí tuláci (1971). Proslavila ho role skutečného šerifa z Tennessee Buforda Pussera ve filmu Kráčející skála (1973).

## Kariéra
V 80. a 70. letech 20. století hrál hlavní i vedlejší role, například mafiánského zabijáka ve filmu Charley Varrick (1973), brutálního detektiva ve filmu Mitchell (1975), legendárního baseballistu ve filmu Přirozený talent (1984), policejního šéfa v komedii Chevyho Chase Fletch (1985) a soukromého detektiva ve filmu Martina Scorseseho Mys hrůzy (1991).
Ve třech filmech o Jamesi Bondovi ztvárnil padoucha i spojence: Brada Whitakera v díle Dech života (1987) s Timothym Daltonem a agenta CIA Jacka Wadea ve filmech Zlaté oko (1995) a Zítřek nikdy neumírá (1997) s Piercem Brosnanem.
Za roli agenta CIA Dariuse Jedburgha v seriálu televize BBC Edge of Darkness (1985) byl nominován na televizní cenu BAFTA za nejlepší mužský herecký výkon. Za roli alabamského guvernéra Big Jima Folsoma v televizním filmu George Wallace (1997) byl rovněž nominován na Satellite Award za nejlepší mužský herecký výkon ve vedlejší roli.

## Smrt
Zemřel 7. května 2025 na rakovinu plic v domově pro seniory v Los Angeles ve věku 89 let. Jeho úmrtí bylo oznámeno až 15. května 2025.

## Filmografie (výběr)
- Pistole sedmi statečných (1969)
- Divocí tuláci (1971)
- Kráčející skála (1973)
- Charley Varrick (1973)
- Mitchell (1975)
- Přirozený talent (1984)
- Dech života (1987)
- Fletch (1985)
- Mys hrůzy (1991)
- Dokonalý džentlmen (1992)
- Zlaté oko (1995)
- Mars útočí! (1996)
- Zítřek nikdy neumírá (1997)
- Mistři hazardu (2005)